# Fabio Francolini
Fabio Francolini (Cantù, 12 de agosto de 1986) es un deportista italiano que compitió en patinaje de velocidad, en las modalidades sobre hielo y en línea.
Ganó una medalla de plata en el Campeonato Mundial de Patinaje de Velocidad sobre Hielo en Distancia Individual de 2015, en la prueba de salida en grupo.
Además, obtuvo cuatro títulos en el  Campeonato Mundial de Patinaje de Velocidad sobre Patines en Línea.

## Palmarés internacional
| Campeonato Mundial en Distancia Individual | Campeonato Mundial en Distancia Individual | Campeonato Mundial en Distancia Individual | Campeonato Mundial en Distancia Individual |
| Año                                        | Lugar                                      | Medalla                                    | Prueba                                     |
| ------------------------------------------ | ------------------------------------------ | ------------------------------------------ | ------------------------------------------ |
| 2015                                       | Heerenveen (Países Bajos)                  | Medalla de plata                           | Salida en grupo                            |